# 朱位秋
朱位秋（1938年9月5日—），中国力学专家。生于浙江义乌。1961年毕业于西北工业大学工程力学专业，1964年西北工业大学非线性振动专业研究生毕业。现任浙江大学力学系教授。2003年当选为中国科学院院士。